# Дзигурі
Дзигурі (груз. ძიგური) — село в Грузії.
За даними перепису населення 2014 року в селі проживає 151 особа.